# Matrimonio della Principessa Elisabetta e Filippo Mountbatten

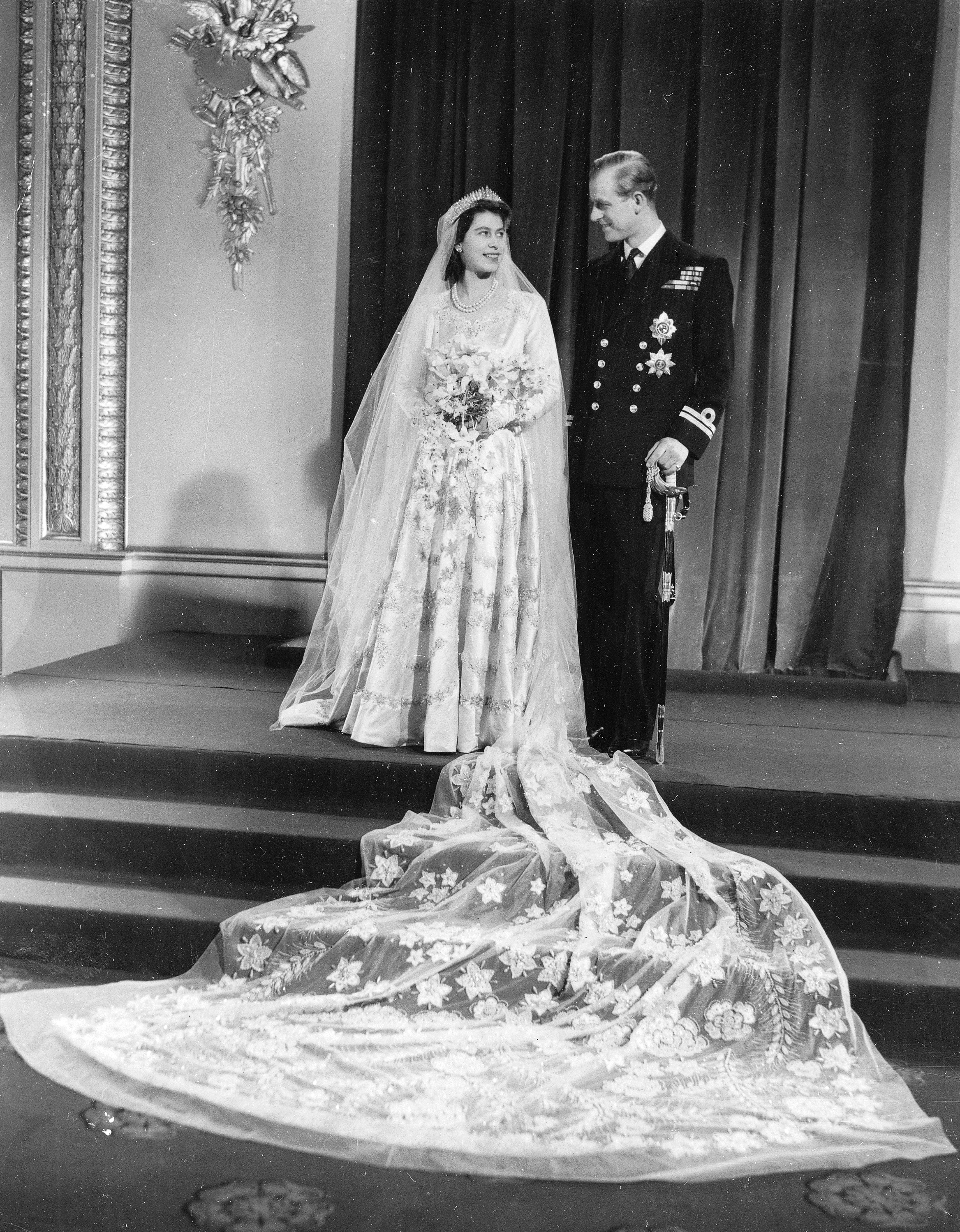
Elisabetta e Filippo nel giorno delle nozze, 20 novembre 1947.

Il matrimonio della Principessa Elisabetta e Filippo Mountbatten fu celebrato il 20 novembre 1947, nell'Abbazia di Westminster. La sposa era la figlia di Giorgio VI del Regno Unito e futura sovrana britannica, mentre lo sposo era l'unico figlio maschio di Andrea di Grecia e della principessa Alice di Battenberg. Alla mattina delle nozze Filippo venne insignito dei titoli di Duca di Edimburgo, Conte di Merioneth e Barone Greenwich

## Fidanzamento
Elisabetta e Filippo erano cugini sia per via materna che paterna, poiché entrambi discendevano da Cristiano IX e Luisa di Danimarca e dalla regina Vittoria e Alberto del Regno Unito. I due futuri sposi si incontrarono nel 1934 in occasione delle nozze del Principe Giorgio, duca di Kent, zio di Elisabetta, e di Marina di Grecia, prima cugina di Filippo, e di nuovo nel 1937. Un ulteriore incontro fu nel luglio 1939 al Royal Naval College a Dartmouth, alla presenza di Giorgio VI, della regina Elisabetta e di Louis Mountbatten, zio materno di Filippo il quale aveva solo diciotto anni mentre Elisabetta ne aveva tredici; la principessa si innamorò e così i due cominciarono una corrispondenza. Nel diario di Chips Channon una voce riporta una possibile unione fra Elisabetta e Filippo già nel 1941: "Sarà il nostro principe consorte, ed è per questo che presta servizio nella nostra Marina".
Con lo scoppio della Seconda guerra mondiale, Filippo prestò servizio nella Royal Navy, partecipando a diverse campagne militari incontrandosi alcune volte con la futura sposa. Nel 1946 la coppia divenne segretamente fidanzata, dopo che il principe Filippo chiese la mano di Elisabetta al padre, re Giorgio VI il quale però decise che le nozze sarebbero state celebrate solo dopo il 21esimo compleanno della figlia. Il fidanzamento fu quindi ufficialmente annunciato il 9 luglio 1947. L'anello di fidanzamento era composta da un diamante rotondo centrale da tre carati, fiancheggiato da dieci diamanti più piccoli, i quali furono tutti presi da una tiara appartenuta alla madre di Filippo, la principessa Alice di Battenberg, che furono utilizzati inoltre per creare un braccialetto per Elisabetta.
Conforme al Royal Marriages Act 1772, re Giorgio diede il suo consenso formale al matrimonio, stessa cosa fu fatta in Canada in una riunione del Consiglio privato canadese del sovrano, rappresentato dal Giudice capo canadese, Thibaudeau Rinfret, e dal Governatore generale.

## Matrimonio

### Luogo
Il luogo scelto fu l'Abbazia di Westminster, Elisabetta fu il decimo membro della famiglia reale a sposarsi in tale luogo.

### Damigelle e testimoni
La principessa Elisabetta era accompagnata da otto damigelle: la principessa Margaret, sua sorella minore, Alexandra di Kent, sua prima cugina, Lady Caroline Montagu-Douglas-Scott, figlia del Duca di Buccleuch, Lady Mary Cambridge, seconda cugina, Lady Elizabeth Lambart, figlia del Conte di Cavan, Lady Pamela Mountbatten, prima cugina di Filippo, Margaret Elphinstone e Diana Bowes-Lyon, entrambe prime cugine materne. I paggi della sposa furono i suoi primi cugini paterni, William di Gloucester e Michael di Kent. Le damigelle indossavano coroncine di covoni bianchi in miniatura, gigli e orgoglio di Londra, modellati in raso bianco e lamé argentato", mentre i paggi indossavano kilt tartan Royal Stewart.
Il testimone dello sposo fu David Mountbatten, marchese di Milford Haven, primo cugino materno quindi nipote di Luigi di Battenberg e di Vittoria d'Assia e del Reno, nipote della regina Vittoria.

### Abiti degli sposi
Elisabetta vestì un abito da sposa in raso duchesse con motivi di gigli stellati e fiori d'arancio, disegnato da Norman Hartnell. Le scarpe invece erano fatte di raso e rifinite con argento e perle. Elisabetta si truccò da sola per il matrimonio. Il suo bouquet della sposa fu preparato dal fiorista M. H. Longman e consisteva in orchidee bianche con un rametto di mirto, che fu preso dal cespuglio cresciuto dal mirto originale del bouquet da sposa della regina Vittoria. Il bouquet fu restituito all'abbazia il giorno dopo il servizio per essere deposto sulla tomba del Milite Ignoto, seguendo una tradizione iniziata dalla madre di Elisabetta, Elizabeth Bowes-Lyon, in occasione delle sue nozze con l'allora Alberto, duca di York.

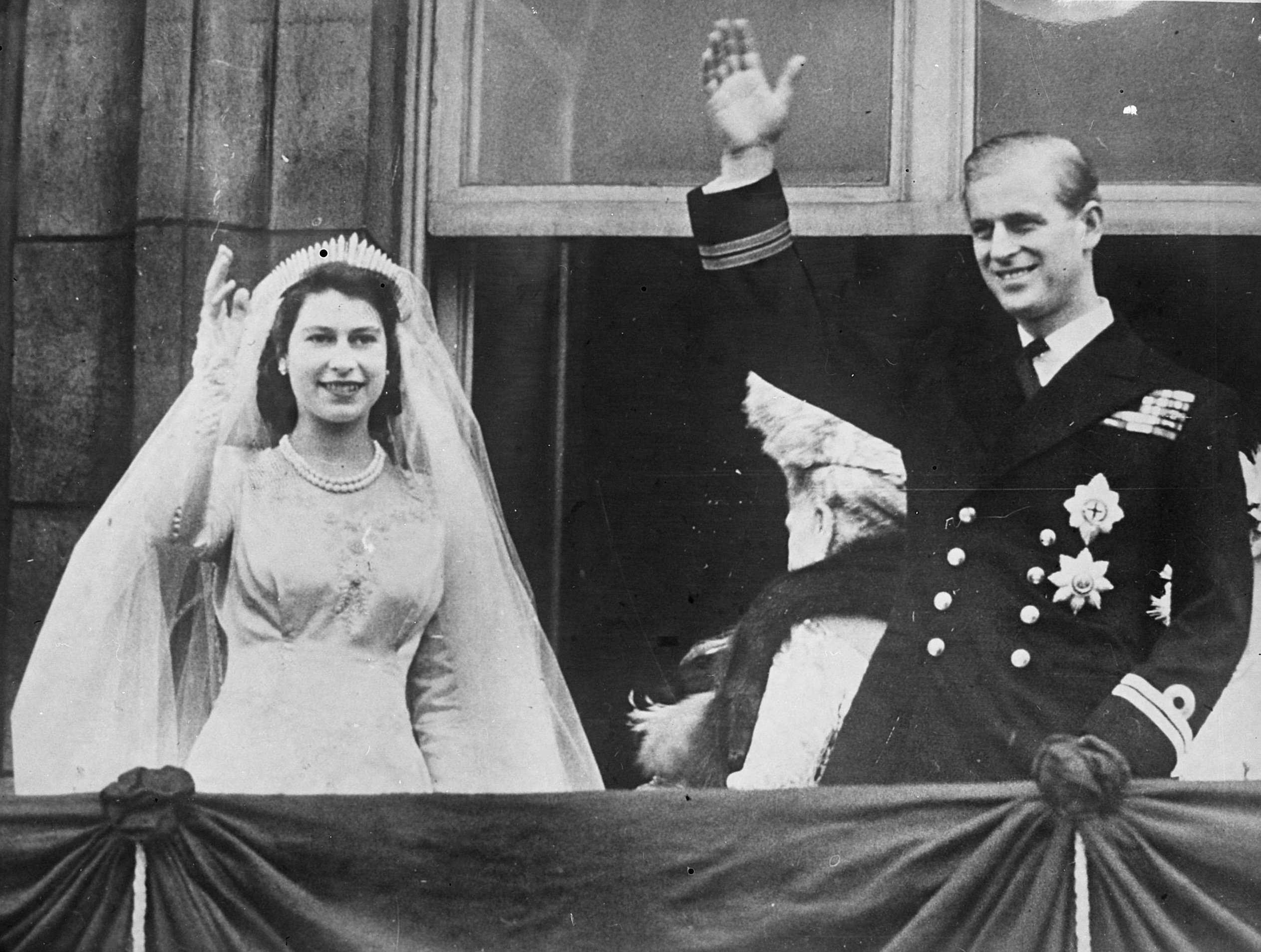
I due sposi sul balcone di Buckingham Palace dopo la cerimonia nuziale.

La mattina del grande giorno, mentre la principessa Elisabetta preparando, la tiara, "Queen Mary's Fringe Tiara", si spezzò e così il gioielliere di corte, che era pronto in caso di emergenza, fu portato di corsa da Buckingham Palace al suo laboratorio, scortato dalla polizia. La regina Elisabetta rassicurò la figlia che il tutto si sarebbe aggiustato e così fu. Giorgio VI regalò alla figlia una paio di collane di perle che erano appartenute alle regine Anna e Carolina del Regno Unito, uno dei tanti regali di nozze. Gli orecchini erano a grappolo in diamanti e perle, già presenti nei tesori della casa reale. Il giorno delle nozze Elisabetta si accorse di aver lasciato i gioielli di perle a St James's Palace, di conseguenza Jock Colville, suo segretario privato, fu incaricato di recuperarle.
Il Principe Filippo, tenente della Royal Navy, indossò la propria uniforme militare adornata dai nastrini e dalle placche dell'Ordine della Giarrettiera e dell'Ordine del Salvatore. Indossò anche la spada cerimoniale che utilizzò in seguito per il taglio della torta nuziale.

### Rito
I primi ad arrivare all'Abbazia furono la Regina e la Principessa Margaret e poi la regina Mary. Il Principe Filippo lasciò Kensington Palace assieme al Marchese di Milford Haven, suo testimone e primo cugino. La Principessa Elisabetta arrivò con il padre, il Re, a bordo dell'Irish State Coach.

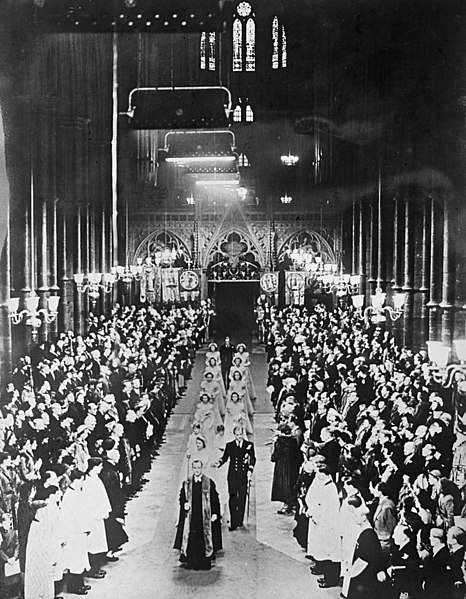
Elisabetta e Filippo in processione verso l'uscita dell'Abbazia di Westminster.

La cerimonia venne officiata dall'Arcivescovo di Canterbury, Geoffrey Fisher, e dal Decano di Westminster, Alan Campbell Don, mentre il sermone fu tenuto dall'Arcivescovo di York, Cyril Garbett. La cerimonia fu registrata e trasmessa dalla BBC Radio a 200 milioni di persone in tutto l'Impero britannico e nel mondo.

### Fede
La fede nuziale di Elisabetta fu realizzata in oro gallese, come quella della madre; fu fatta da una pepita di oro gallese dalla miniera di Clogau St David, vicino a Dolgellau, che era stata data all'allora Lady Elizabeth Bowes-Lyon, madre della sposa, usata per realizzare le fedi di quest'ultima e delle sue due figlie. La stessa pepita fu utilizzata per creare gli anelli della Principessa Anna e di Lady Diana Spencer.

### Duca e Duchessa di Edimburgo
Prima delle nozze, Filippo rinunciò ai propri titoli greci e danesi, Principe di Grecia e Danimarca, convertendosi dall'ortodossia greca all'anglicanesimo e divenne Tenente Philip Mountbatten, assumendo il cognome inglese che la famiglia della madre aveva adottato nel 1917, rinunciando ai titoli di Battenberg. Il giorno prima del matrimonio, re Giorgio gli conferì il trattamento di Altezza Reale, per poi insignirlo, la mattina del grande giorno, dei titoli di Duca di Edimburgo, Conte di Merioneth e Barone Greenwich, divenendo così Sua Altezza Reale, il Duca di Edimburgo. Con le nozze, la futura sovrana divenne Sua Altezza Reale la Principessa Elisabetta, Duchessa di Edimburgo.

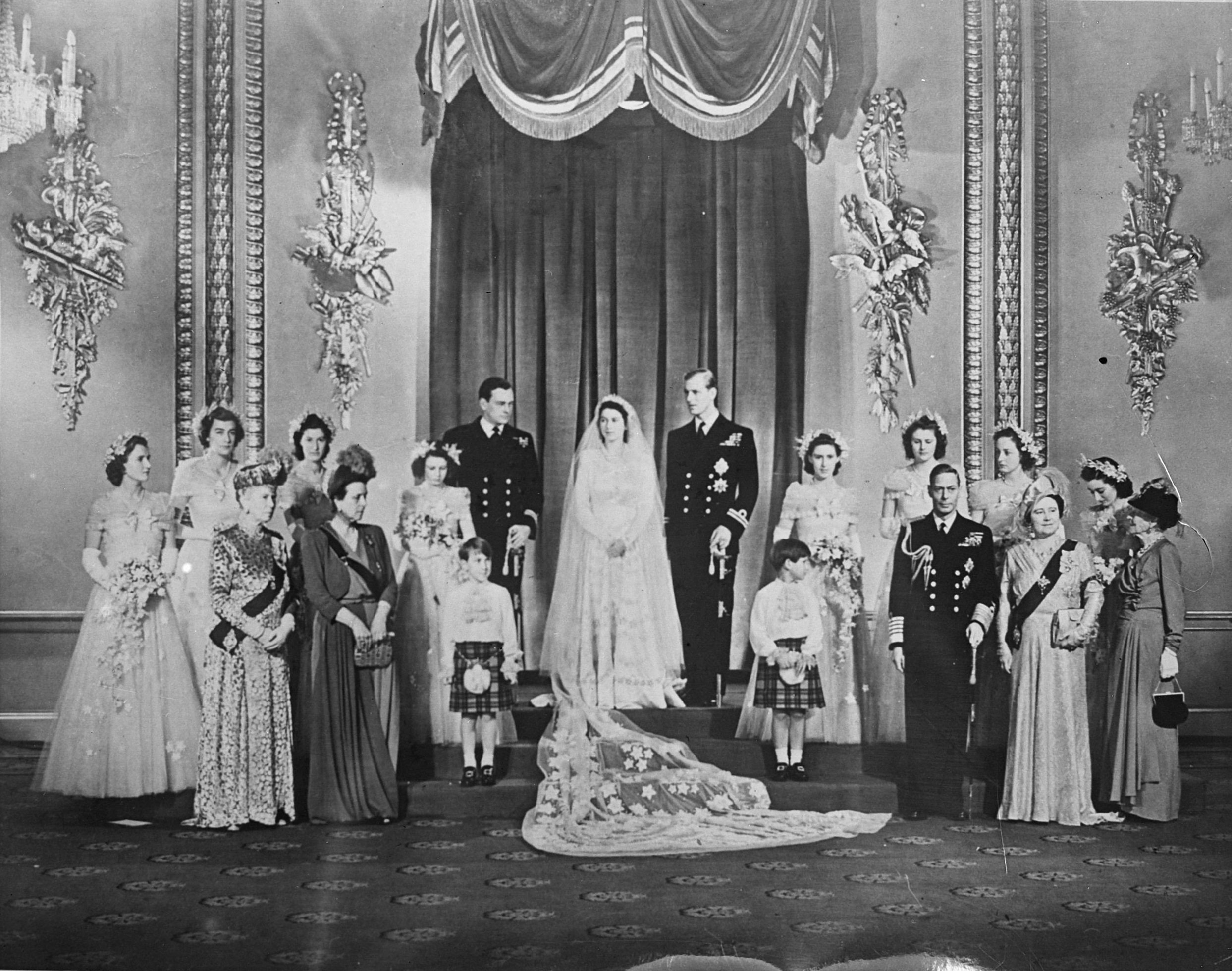
In primo piano da sinistra: Regina Mary, Alice di Grecia, William di Gloucester, Michael di Kent, Giorgio VI, Regina Elisabetta, Vittoria d'Assia. Seconda fila da sinistra: Lady Elphinstone, Lady Pamela Mountbatten, Lady May Cambridge, Alexandra di Kent, Marchese di Milford Haven, Elisabetta, Filippo, Principessa Margaret, Lady Montagu-Douglas-Scott, Lady Elizabeth Lambart, Lady Diana Bowes-Lyon.

## Ospiti

### Famiglia della sposa
- Re e la Regina, genitori della sposa
  - Principessa Margaret, sorella della sposa
- Regina Mary, nonna della sposa
- Duca e la Duchessa di Gloucester, zii paterni della sposa
  - Principe William di Gloucester, primo cugino della sposa
  - Principe Richard di Gloucester, primo cugino della sposa
- Duchessa di Kent, zia materna acquisita e prima cugina dello sposo
  - Duca di Kent, primo cugino della sposa
  - Alexandra di Kent, prima cugina della sposa
  - Michael di Kent, primo cugino della sposa
- Principessa reale, zia paterna della sposa
  - Conte di Harewood, primo cugino della sposa
  - On. Gerald Lascelles, primo cugino della sposa
- Conte di Southesk, marito di Maud Duff, figlia della principessa Luisa
  - Lord Carnegie, secondo cugino della sposa
- Principessa Elena Vittoria, nipote della regina Vittoria
- Principessa Maria Luisa, nipote della regina Vittoria
- Lady Patrizia Ramsay e Alexander Ramsay, lontana cugina degli sposi e consorte
  - Sir Alexander Ramsay di Mar, figlia di una lontana cugina degli sposi e consorte
- Conte di Athlone e Principessa Alice, Contessa di Athlone, prozii della sposa e lontana cugina degli sposi
  - Lady May e Henry Abel Smith, prima cugina del padre della sposa e consorte
    - Anne Abel Smith, seconda cugina della sposa
    - Elizabeth Abel Smith, seconda cugina della sposa
- Marchese e Marchesa di Cambridge, primo cugino del padre della sposa e consorte
  - Lady Mary Cambridge, seconda cugina della sposa
- Duchessa e il Duca di Beaufort, prima cugina del padre della sposa e consorte
- Lady Helena Gibbs,  prima cugina del padre della sposa
- Lady e Lord Elphinstone, zii materni della sposa
  - Mary Elizabeth Elphinstone, prima cugina della sposa
  - John Elphinstone, primo cugino della sposa
  - Signora e Signor Wills, prima cugina della sposa
  - Sig. e Signora Andrew Elphinstone, primo cugino della sposa
  - Margaret Elphinstone, prima cugina della sposa
- Conte di Strathmore e Kinghorne, zio materno della sposa
- John Bowes-Lyon, zio materno della sposa
  - Viscontessa Anson, prima cugina della sposa
  - Diana Bowes-Lyon, prima cugina della sposa
- Contessa e Conte Granville, zii materni della sposa
  - Lady Mary Leveson-Gower, prima cugina della sposa
  - Lord Leveson, primo cugino della sposa
- Sig. e Signora Michael Bowes-Lyon, zii materni della sposa
- Sig. e Signora David Bowes-Lyon, zii materni della sposa

### Famiglia dello sposo
- Principessa Alice di Grecia e Danimarca, madre dello sposo
- Marchesa vedova di Milford Haven, nonna materna dello sposo
  - Principe e Principessa ereditaria di Svezia, zii dello sposo (rappresentanti del Re di Svezia)
  - Marchesa di Milford Haven, zia materna acquisita dello sposo
    - Lady Tatiana Mountbatten, prima cugina dello sposo
    - Marchese di Milford Haven, primo cugino dello sposo

  - Conte e Contessa Mounbatten di Birmania, zii materni dello sposo
    - Lady e Lord Brabourne, prima cugina dello sposo e consorte
    - Lady Pame Mountbatten, prima cugina dello sposo

  - Regina e Re di Yugoslavia, figlia del primo cugino dello sposo e terzo cugino degli sposi
  - Regina madre di Romania, prima cugina dello sposo
    - Re di Romania, figlio della prima cugina dello sposo

  - Regina degli Elleni, moglie del primo cugino e seconda cugina dello sposo (rappresentante del Re degli Elleni)
  - Duchessa d'Aosta, prima cugina dello sposo
  - Principe Giorgio e Principessa Marie di Grecia e Danimarca, zii paterni dello sposo
    - Principessa Dominic Radziwiłł, prima cugina dello sposo

  - Re e Regina di Danimarca, secondo cugino dello sposo e consorte
  - Re di Norvegia, prozio della sposa e primo cugino del padre dello sposo
  - Principessa Axel di Danimarca, secondo cugino dello sposo 
    - Principe Giorgio di Danimarca, figlio del secondo cugino dello sposo
    - Principe Flemming di Danimarca, figlio del secondo cugino dello sposo
- Principe e Principessa Renato di Borbone-Parma, prima cugina del padre dello sposo e consorte
  - Principessa Anna di Borbone-Parma, seconda cugina dello sposo
  - Principe Michele di Borbone-Parma, secondo cugino dello sposo
- Regina Vittoria Eugenia di Spagna, prima cugina della madre dello sposo
  - Conte e Contessa di Barcellona, secondo cugino dello sposo e consorte
- Granduca ereditario di Lussemburgo, (rappresentante della Granduchessa di Lussemburgo)
- Principessa Elisabetta di Lussemburgo

### Altri invitati
- Principe Tomislavo di Jugoslavia
- Principe Andrea di Jugoslavia
- Principe Reggente del Belgio (rappresentante del Re dei Belgi)
- Principessa Giuliana e Principe Bernardo dei Paesi Bassi (rappresentanti della Regina dei Paesi Bassi)
- Re dell'Iraq

### Duca di Windsor e le sorelle di Filippo
Il Duca di Windsor, l'ex sovrano Edoardo VIII, non fu invitato e la sorella Mary, principessa reale, non partecipò alle nozze poiché disse di essere malata, inoltre il marito Henry, Conte di Harewood, era morto sei mesi prima. Ronald Storss affermò che la Principessa non presenziò al matrimonio della nipote per protestare contro l'esclusione del fratello. Con la fine della Seconda guerra mondiale, non furono neanche invitate le sorelle ed i cognati tedeschi del Duca di Edimburgo.

## Voci collaterali
- Monarchia britannica
- Monarchia
- Sovrani di Gran Bretagna
- Battenberg
- Mountbatten
- Windsor
- Regno di Grecia
- Casa reale greca